# La (Très) Grande Évasion
Pour plus de détails, voir Fiche technique et Distribution.
La (Très) Grande Évasion est un film documentaire français réalisé par Yannick Kergoat, sorti en 2022. Il traite de l’évasion fiscale.

## Synopsis
Le capitalisme est-il devenu incontrôlable ? De révélations en scandales successifs, l’évasion fiscale est devenue un marronnier médiatique et l’objet d’un concours de déclarations vertueuses pour les politiques. Alors que les multinationales et les plus riches ont de moins en moins de scrupules et de plus en plus de moyens à leur disposition pour échapper à l’impôt, pour nous, simple citoyen, les politiques d’austérité s’intensifient et les inégalités explosent. On voudrait nous faire croire que les mécanismes de l’évasion fiscale sont incompréhensibles et qu’elle est impossible à endiguer… Il ne nous reste alors que nos bulletins de vote, notre déclinant pouvoir d’achat et nos yeux pour pleurer. À moins que l’on puisse en rire malgré tout.

## Fiche technique
- Titre : La (Très) Grande Évasion
- Réalisation : Yannick Kergoat
- Scénario : Yannick Kergoat et Denis Robert
- Musique : Éric Neveux
- Photographie : Maxime Sabin
- Son : Clément Tijou, Théo Serror, Laure Arto
- Montage : Yannick Kergoat, Michaël Phelippeau
- Production : Bertrand Faivre
- Société de production : Le Bureau
- Société de distribution : Wild Bunch Distribution
- Pays de production :  France
- Langue originale : français
- Durée : 114 minutes
- Format : couleur
- Date de sortie :
  - Espagne : 19 septembre 2022 (Festival de Saint-Sébastien)
  - France : 7 décembre 2022

## Distribution
Personnes intervenant dans le documentaire :
- Daniel Bertossa, assistant secrétaire général de l'Internationale des services publics
- Yves Bertossa, procureur
- John Christensen, expert-comptable et spécialiste de l'économie du développement
- Antoine Deltour, auditeur et lanceur d'alerte
- Alain Deneault, philosophe
- Vincent Drezet, ancien secrétaire du syndicat Solidaire Finances, membre du conseil scientifique d'ATTAC
- Margaret Hodge, femme politique
- Pascal Saint-Amans, haut fonctionnaire
- Éric Vernier, maître de conférences
- Margrethe Vestager, femme politique
- Gabriel Zucman, économiste

## Distinctions
- Festival international du film de Saint-Sébastien 2022 : séance spéciale
- Festival du film grolandais 2022 : Sélection "Groland, terre d'exil...fiscal"
- Festival international canadien du documentaire Hot Docs 2023
- Festival international du film documentaire de Copenhague 2023